# Cristiana Oliveira
Cristiana Barbosa da Silva de Oliveira (n. 15 decembrie 1963) este o actriță braziliană.

## Biografie
Fiica lui Oscar de Oliveira și a Eugênia Barbosa da Silva de Oliveira, este cea mai tânără dintre nouă copii (doi băieți și șapte fete). Născută și crescută în Ipanema, a început să lucreze ca un copil de 10 ani la un magazin de flori lângă casa ei, pentru a-și ajuta familia.

## Viața personală
Cristiana a fost căsătorită cu fotograful André Wanderley, din această uniune s-a născut Rafaella. În 1994, Cristiana s-a căsătorit pentru a doua oară, de data aceasta cu omul de afaceri Marcos Sampaio, casnicia durând 8 ani. În 1999, s-a născut cea de-a doua fiică, Antônia. Nu a vrut să se mai căsătorească după separare.
La 7 februarie 2013, ea a devenit pentru prima dată bunică, odată cu nașterea lui Miguel, fiul lui Rafaella.

## Filmografie

### Televiziune
- 1989 - Kananga do Japão .... Hannah
- 1990 - Pantanal .... Juma Marruá
- 1991 - Fronteiras do Desconhecido .... Billie Frechette (episodul: "Inimigos Públicos")
- 1991 - Amazônia .... Mila / Camille
- 1992 - De Corpo e Alma .... Paloma Bianchi
- 1994 - Memorial de Maria Moura .... Marialva
- 1994 - Quatro por Quatro .... Tatiana Tarantino (Maria das Dores Santanna / Raio de Sol)
- 1996 - Salsa e Merengue .... Adriana
- 1998 - Corpo Dourado .... Selena
- 1999 - Vila Madalena .... Pilar
- 2001 - Porto dos Milagres .... Eulália
- 2001 - Clona .... Alicinha (Alice Maria Ferreira das Neves)
- 2002 - O Olhar da Serpente .... Celeste Carvalho Pinto
- 2003 - Kubanacan .... Helena
- 2005 - Malhação .... Rita Garcia
- 2006 - A Diarista .... Betty (episodul: "Até Que a Nete os Separe")
- 2007 - Amazônia, de Galvez a Chico Mendes .... Carminha
- 2007 - Șapte păcate .... Dra. Margareth
- 2008 - Casos e Acasos .... Simone (episodul: "O Colar, O Cachorro e O DVD")
- 2008 - Faça sua História .... Talita (episodul: "Álbum de Família")
- 2008 - Casos e Acasos .... Bárbara (episodul: "O Parto, o Batom e o Passaporte")
- 2009 - Paraíso .... Zuleika Tavares
- 2011 - Insensato Coração .... Araci Laranjeira
- 2012 - Salve Jorge .... Yolanda Pereira Galvão
- 2016 - A Terra Prometida .... Mara

### Film
- 1991 - Os Trapalhões e a Árvore da Juventude .... Juliana
- 2006 - Gatão de Meia Idade .... Sandrão
- 2007 - Nossa Senhora de Caravaggio  .... Angélica